# فرد سيكاير
فرد سيكاير (بالإنجليزية: Fred Sekyere)‏ هو لاعب كرة قدم غاني في مركز الوسط، ولد في 31 مارس 1986 في غانا. لعب مع ريتشموند كيكرز.